# Джабык
Джабык — посёлок железнодорожной станции в Карталинском районе Челябинской области России. Входит в Еленинское сельское поселение.

## География
В посёлке расположен исток реки Зингейки. Расстояние до районного центра города Карталы 87 км.

## Население
| 2002 | 2010 |
| ---- | ---- |
| 853  | ↘757 |

По данным Всероссийской переписи, в 2010 году численность населения посёлка составляла 757 человек (353 мужчины и 404 женщины).

## Улицы
Уличная сеть посёлка состоит из 14 улиц.

## Транспорт
В посёлке расположена одноимённая железнодорожная станция Южсиба Южно-Уральской железной дороги..